# Koffi Ahoussoukro
Koffi Ahoussoukro est un village situé au centre de la Côte d’Ivoire. Il appartient au département de Dimbokro, dans la région du N’Zi.